# Patria (film 2014)
Patria è un film del 2014 diretto da Felice Farina, presentato in prima mondiale alla XI edizione delle Giornate degli Autori/Venice Days, al Festival di Venezia 2014.
È ispirato al libro omonimo di Enrico Deaglio ed edito da Il Saggiatore.

## Trama
L'ennesima fabbrica nel torinese chiude e licenzia, mandando in fumo posti di lavoro, certezze e identità. L'operaio Salvatore Brogna si arrampica sulla torre della fabbrica per protesta e per rabbia, minacciando di lanciarsi di sotto.
Giorgio, rappresentante sindacale, di tendenze politiche opposte a Salvo, interviene nel tentativo di fargli cambiare idea. Il custode, ipovedente e autistico, assunto come categoria protetta, li raggiunge sulla torre per far loro compagnia. 
In questa notte, abbandonati da tutti e nella disperata attesa che arrivi qualche giornalista, i tre personaggi così diversi ripercorrono gli ultimi trent'anni della vita del Paese: anni di occasioni sprecate, di speranze tradite, di crimini e stragi, di ribaltoni e giochi di potere. Grazie a una accurata scelta di immagini di repertorio anche noi rivediamo la storia d'Italia, seguendo il punto di vista e il buon senso di tre uomini senza alcun potere, appesi in cima ad una torre, che aspettano qualcuno, chiunque, mentre senza accorgersene costruiscono un'amicizia.

## Produzione
Il film è stato girato a Torino per gli esterni dal vero e a Roma, Cinecittà, Teatro 2.
La torre su cui si arrampicano i protagonisti è il camino di scarico del vapore acqueo della Centrale Termica BIT di Iren Energia. Misura 56 metri ed è visibile da Corso Unità d'Italia a Torino.
Enrico Deaglio, autore dell'omonimo libro da cui è tratto il film, ha dichiarato:
"Non avevo la più pallida idea però di come tutto questo potesse diventare un film. È come fare un film da un dizionario  o da una guida del telefono. Oppure bisognerebbe avere grandissimi mezzi e attori, locations, costumi, comparse, budget illimitati e trasformare tutta l'Italia in un teatro, far rivivere Aldo Moro e i ragazzi che lo uccisero, le masse degli operai licenziati dalla Fiat, le migliaia di morti ammazzati di Palermo. E come si fa? Sarebbe come in quel raccontino di Borges in cui si sviluppa talmente l'arte della cartografia, che la mappa  di una regione copre una provincia... Felice Farina ha fatto uno splendido lavoro... ha fatto un film “popolare italiano”, come non se ne facevano più da parecchio tempo. Altro grande pregio: l'ha fatto con pochi soldi."